# József Kálmán
József Kálmán (ur. 1 marca 1910 w Debreczynie, zm. w kwietniu 1983 w Budapeszcie) – węgierski zapaśnik walczący w stylu klasycznym. Olimpijczyk z Berlina 1936, gdzie zajął siódme miejsce w wadze lekkiej.

## Letnie Igrzyska Olimpijskie 1936
| Konkurencja | Eliminacje             | Eliminacje          | Klas. końcowa |
| Konkurencja | Przeciwnik I           | Przeciwnik II       | Miejsce       |
| ----------- | ---------------------- | ------------------- | ------------- |
| 66 kg       | Filip Borlovan (ROU) P | Jozef Herda (CSK) P | 7.            |